# パザルジク
座標: 北緯42度12分 東経24度20分 / 北緯42.200度 東経24.333度

パザルジク
Пазарджик

パザルジク ブルガリア内のパザルジクの位置

パザルジク（ブルガリア語:Па̀зарджик / Pazardzhik）はブルガリア南西部の町、およびそれを中心とした基礎自治体。パザルジク州の州都である。マリツァ川の両岸に広がり、その都市圏人口は約16万人である。

## 歴史

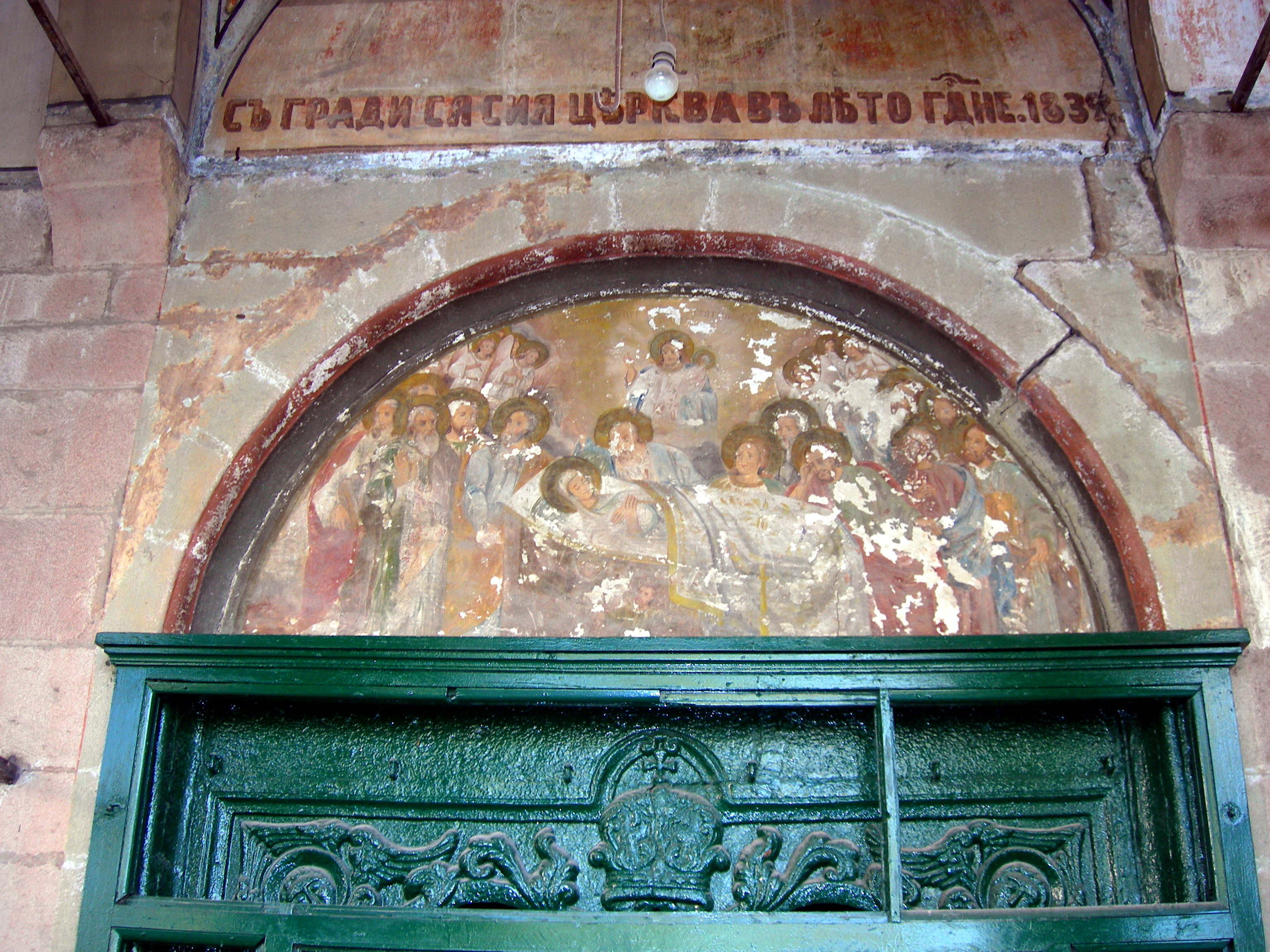
生神女聖堂の正面入り口

パザルジクは、今日のウクライナのビルホロド＝ドニストロフスキー（Білгород-Дністровський / Bilhorod-Dnistrovskyi）近辺から1485年に移住してきたタタール人によって築かれた。この場所は、マリツァ川の左岸に位置し、この地域の市場に近く、生産性の高いこの地域の交易路であり、タタール・パザルジク（トルコ語:Tatar Pazarcık、タタール人の小さな市場）と名づけられた。この地理的好条件のために、タタール・パザルジクは急速に発展を遂げた。

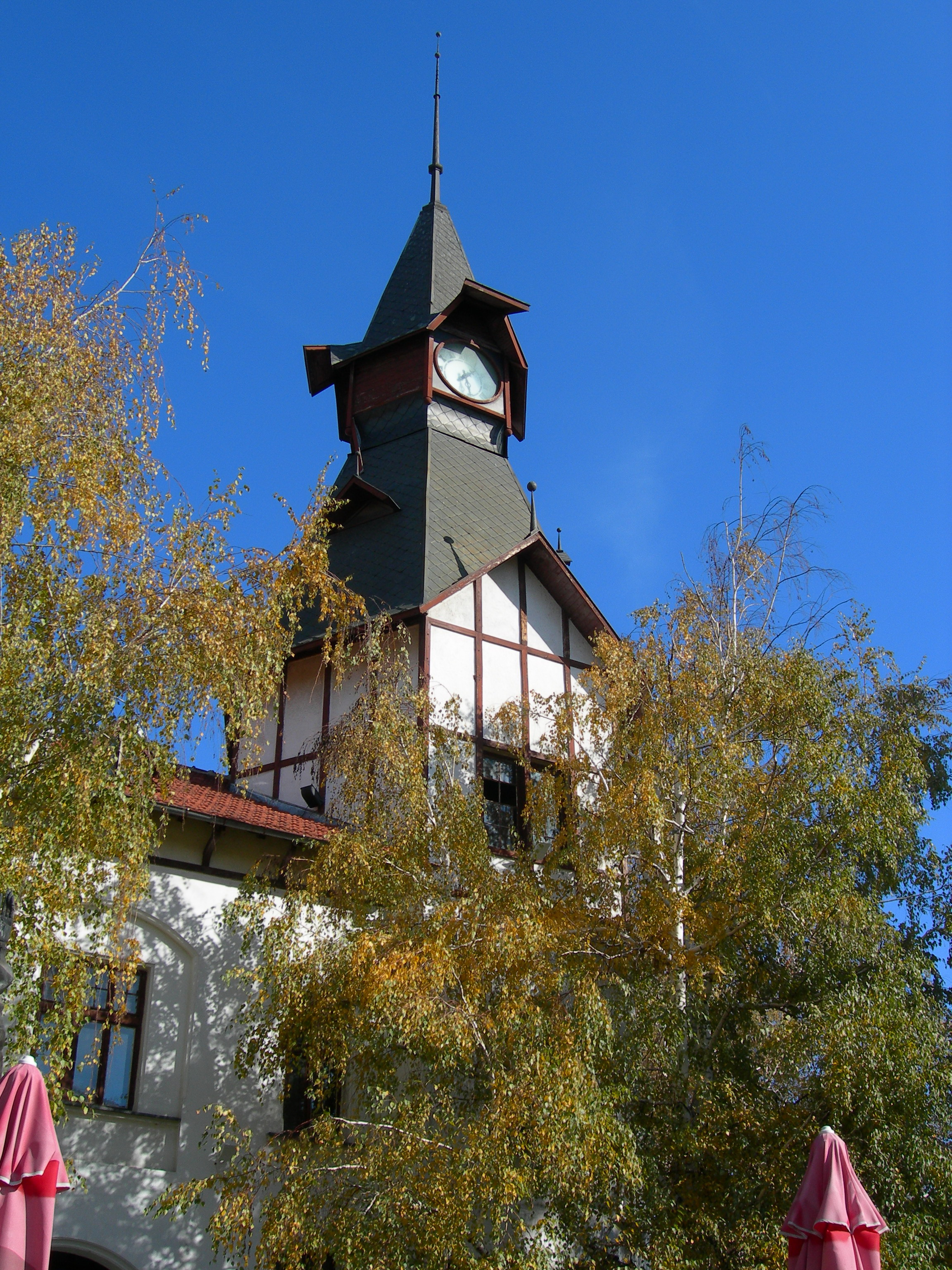
時計塔

鉄、皮革、コメの取引が栄えた。1787年、Gerard Kornelius Drishがパザルジクを訪れたとき、「ここの建物はその建築、大きさ、美しさにおいて、ニシュやソフィアなどにも勝る」と記している。
ニコライ・カメンスキー（Николай Каменский / Nikolay Kamensky）率いるロシア帝国の軍が1810年、包囲の後にパザルジクを占領したが、オスマン帝国に奪還された。19世紀中ごろ、パザルジクは人口およそ25,000人の都市となっており、工芸と交易の重要な拠点であった。火曜日と水曜日には大きな市が開かれた。電報のある郵便局が設置された。1837年、生神女聖堂が建造された。この聖堂はその建築と木造の彫刻によって、重要な国家的遺産となっている。19世紀の中ごろのパザルジクは文化的な拠点としても発展し、1847年には学校が、1848年には女子学校が、1868年にはチタリシテが開設され、1870年には女性連合Prosvetaが結成された。
露土戦争の間、町は退却するトルコ人の軍によって焼き払われた。パザルジクは1878年にロシア帝国の将軍ヨシップ・ヴラジミロヴィチ・グルコ（Иосиф Владимирович Ромейко-Гурко / Joseph Vladimirovich Gourko）によって解放された。パザルジクは発展しマリツァ川右岸にまで拡大した。右岸地区には兵舎や農学校が建設された。
20世紀初頭から、パザルジクには工場や店舗、家屋が建造され、工業地区が形成されていった。1959年から1987年まで、パザルジクは地方の行政の中心都市であった。1999年以降、再びパザルジクは地方行政の拠点となった。

## 交通
- パザルジク・トロリーバス

## 文化的地区

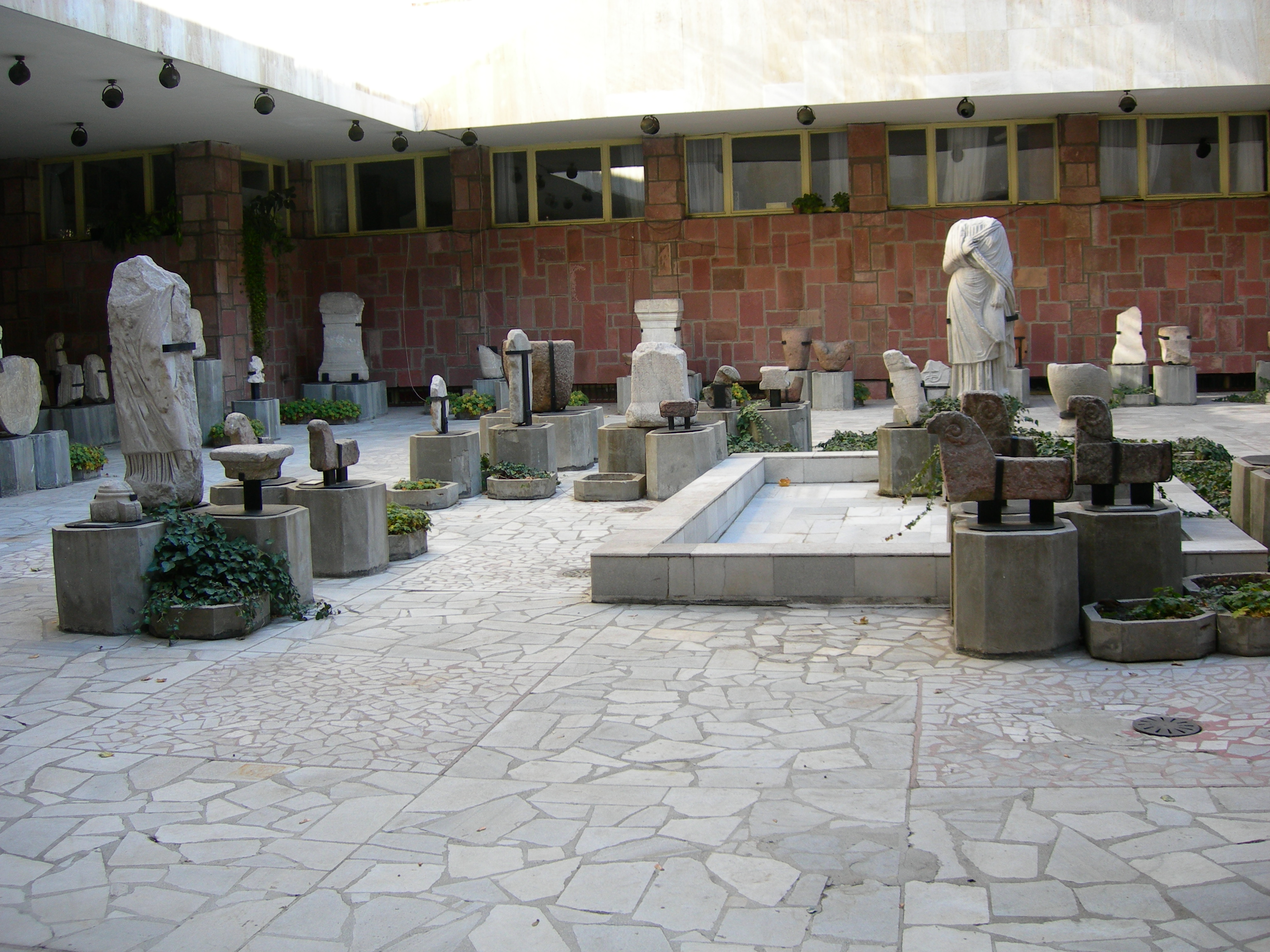
パザルジク歴史博物館

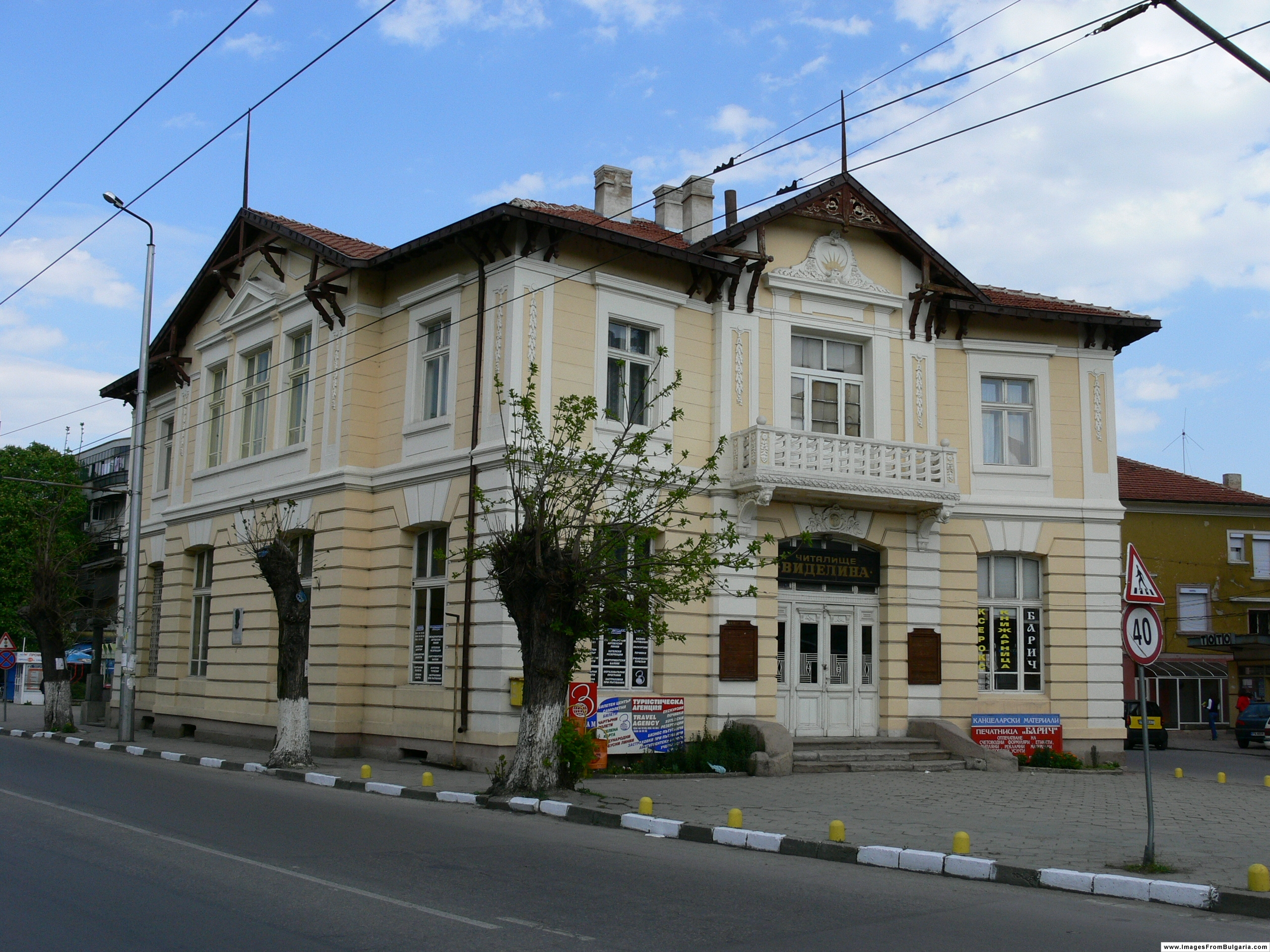
ヴィデリナ文化拠点（チタリシテ）

パザルジクの生神女聖堂は、デバル学校の匠たちによって描かれた、ブルガリアで最も重要なイコンのコレクションを有している。また、新約聖書や旧約聖書にあるシーンを描いた木彫りの彫刻や、スタニスラフ・ドスペフスキ（Станислав Доспевски / Stanislav Dospevski）によるイコンもある。
このほかのザルジクの文化的遺産としては、時計塔がある。他のブルガリアの都市と同様、パザルジクにも歩行者専用の通りや広場があり、ヨーロッパ各地に見られるようなカフェや歩行者道路の文化を持っている。パザルジクの歩行者専用地区は、他のブルガリアの都市と比べて規模が大きい。パザルジクには複数の歩行者専用の路地があり、あるところには5本の異なる歩行者専用の路地が交差する地点がある。中には短いものもあるが、多くは長く続いており、また他の歩行者専用の路地と交差している。このようにしてパザルジクには歩行者専用路地のネットワークが形成されている。温暖な季節になると、週日の午後や週末になると多くの人々が路地を散策し、あるいはカフェに座っている姿が見られる。

## 気候
| パザルジクの気候       | パザルジクの気候 | パザルジクの気候 | パザルジクの気候 | パザルジクの気候 | パザルジクの気候 | パザルジクの気候 | パザルジクの気候 | パザルジクの気候 | パザルジクの気候 | パザルジクの気候 | パザルジクの気候 | パザルジクの気候 | パザルジクの気候 |
| 月                     | 1月              | 2月              | 3月              | 4月              | 5月              | 6月              | 7月              | 8月              | 9月              | 10月             | 11月             | 12月             | 年               |
| ---------------------- | ---------------- | ---------------- | ---------------- | ---------------- | ---------------- | ---------------- | ---------------- | ---------------- | ---------------- | ---------------- | ---------------- | ---------------- | ---------------- |
| 平均最高気温 °C （°F） | 4.1 (39.4)       | 7.0 (44.6)       | 11.8 (53.2)      | 18.8 (65.8)      | 23.5 (74.3)      | 27.3 (81.1)      | 30.3 (86.5)      | 30.2 (86.4)      | 25.9 (78.6)      | 18.8 (65.8)      | 12.1 (53.8)      | 6.5 (43.7)       | 18 (64)          |
| 日平均気温 °C （°F）   | −0.2 (31.6)      | 2.2 (36)         | 6.1 (43)         | 12.2 (54)        | 16.9 (62.4)      | 20.6 (69.1)      | 22.9 (73.2)      | 22.5 (72.5)      | 18.2 (64.8)      | 12.3 (54.1)      | 7.2 (45)         | 2.2 (36)         | 11.9 (53.4)      |
| 平均最低気温 °C （°F） | −3.9 (25)        | −2.0 (28.4)      | 0.9 (33.6)       | 5.4 (41.7)       | 10.2 (50.4)      | 13.9 (57)        | 15.5 (59.9)      | 14.6 (58.3)      | 11.0 (51.8)      | 6.7 (44.1)       | 3.3 (37.9)       | −1.1 (30)        | 6.2 (43.2)       |
| 降水量 mm （inch）     | 41 (1.61)        | 29 (1.14)        | 41 (1.61)        | 47 (1.85)        | 72 (2.83)        | 58 (2.28)        | 51 (2.01)        | 36 (1.42)        | 38 (1.5)         | 42 (1.65)        | 51 (2.01)        | 42 (1.65)        | 548 (21.57)      |
| 出典：Stringmeteo      |                  |                  |                  |                  |                  |                  |                  |                  |                  |                  |                  |                  |                  |

## 町村
パザルジク基礎自治体（Община Пазарджик ）には、その中心であるパザルジクをはじめ、以下の町村（集落）が存在している。
- Алеко Константиново
- Априлци|
- Братаница
- Величково|
- Гелеменово
- Главиница|
- Говедаре
- Дебръщица
- Добровница
- Драгор
- Звъничево
- Ивайло|
- Крали Марко|
- Ляхово|
- Мало Конаре
- Мирянци

- Мокрище
- Овчеполци
- Огняново|
- Пазарджик
- Паталеница
- Пищигово
- Росен|
- Сарая
- Сбор|
- Синитово
- Тополи дол
- Хаджиево
- Цар Асен|
- Црънча|
- Черногорово|
- Юнаците

## 姉妹都市
- ウエストベンド、アメリカ合衆国
- スタヴロポリ、ロシア
- チェーホフ、ロシア
- ボリソフ、ベラルーシ
- en:Aerodrom Municipality (Skopje)、マケドニア共和国
- サルト、ヨルダン
- ドラマ、ギリシャ
- タタバーニャ、ハンガリー
- タイビン市、ベトナム

## 出身著名人

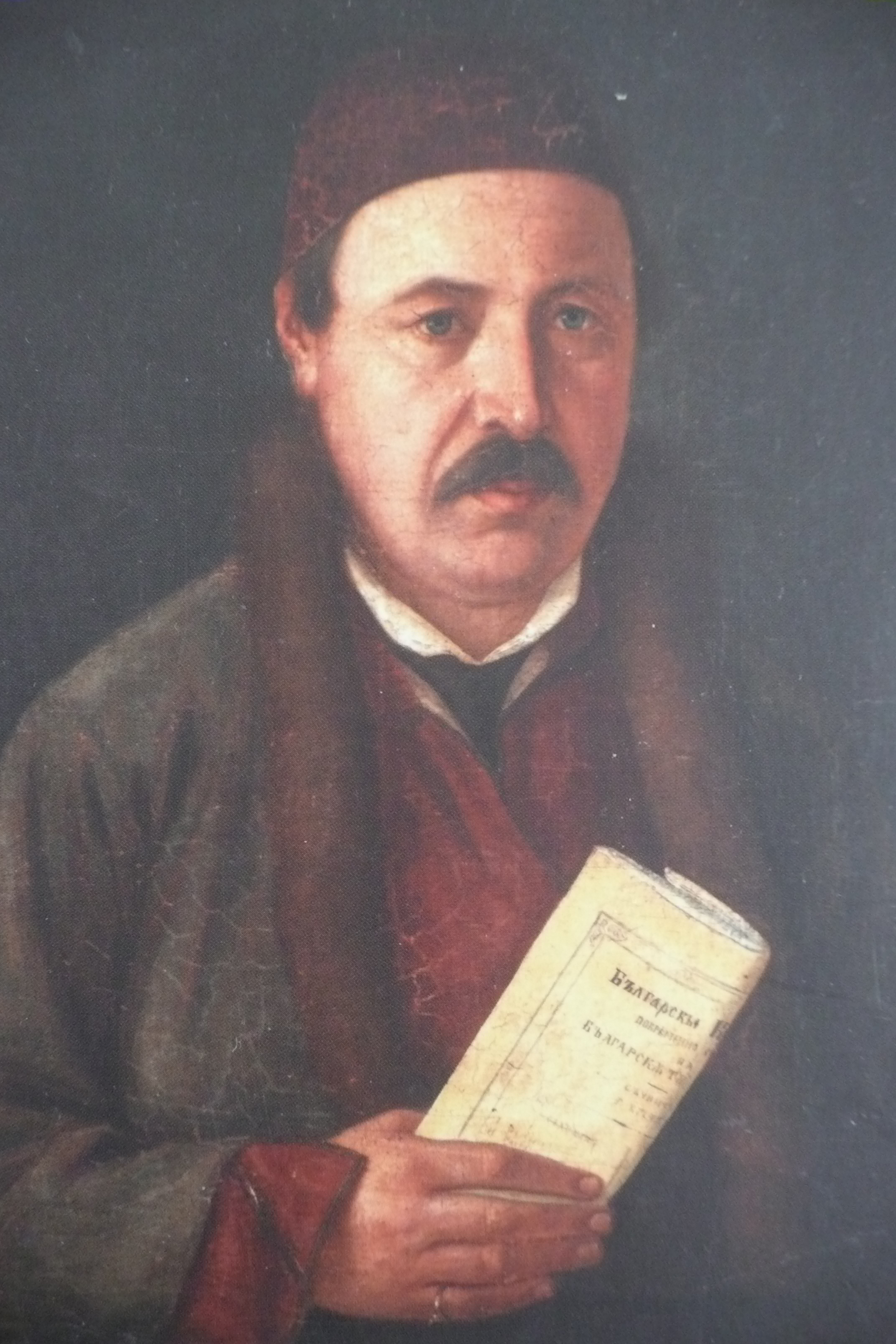
ステファン・ザハリエフ
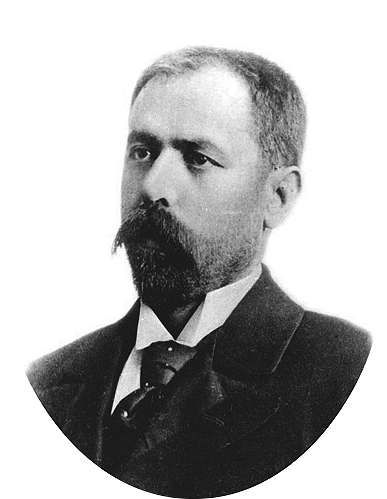
コンスタンティン・ヴェリチコフ
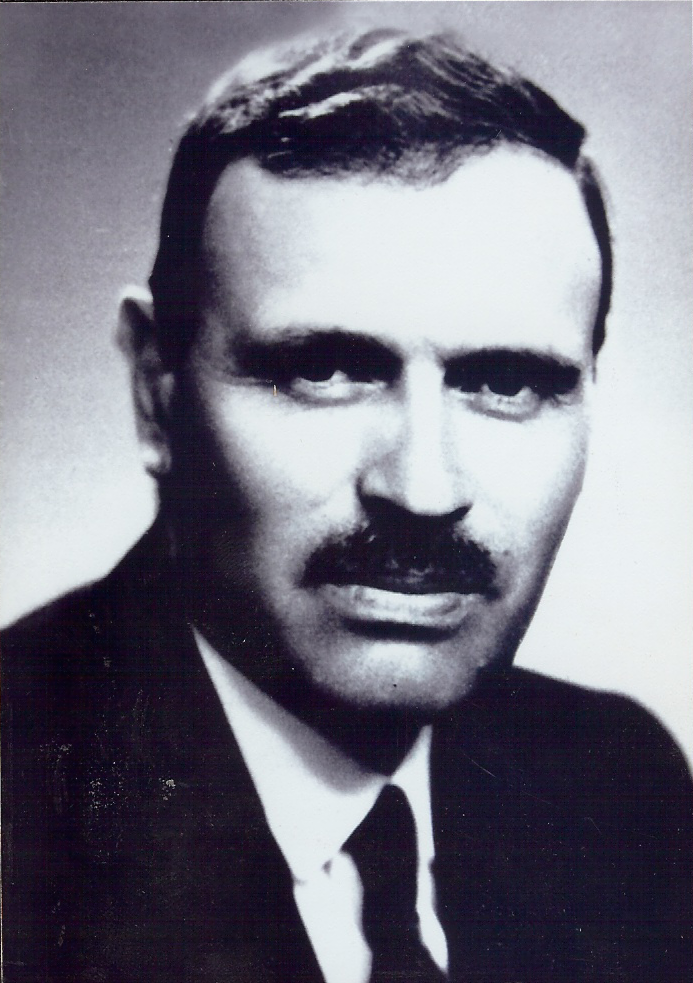
イヴァン・バタクリエフ
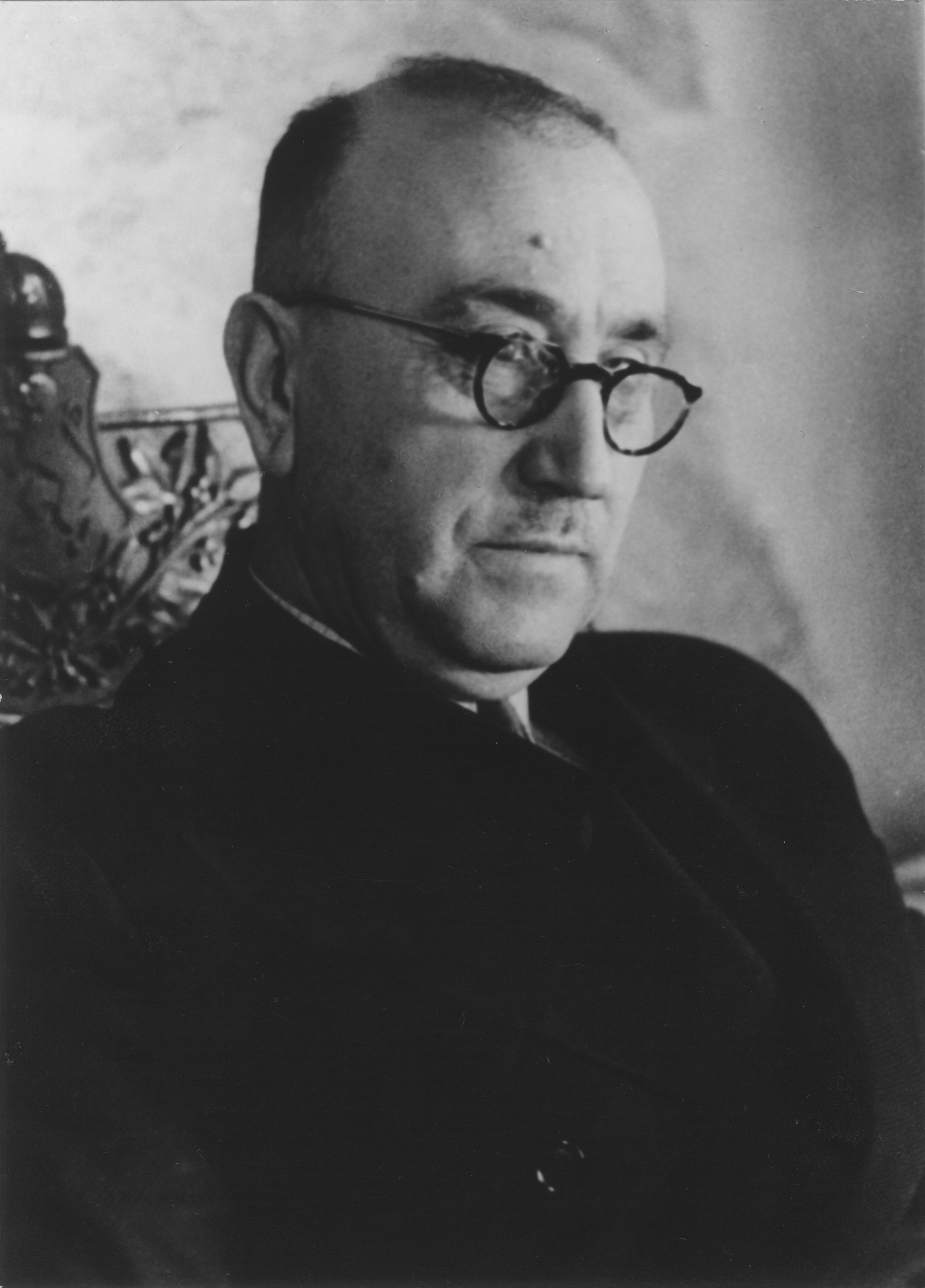
キモン・ゲオルギエフ
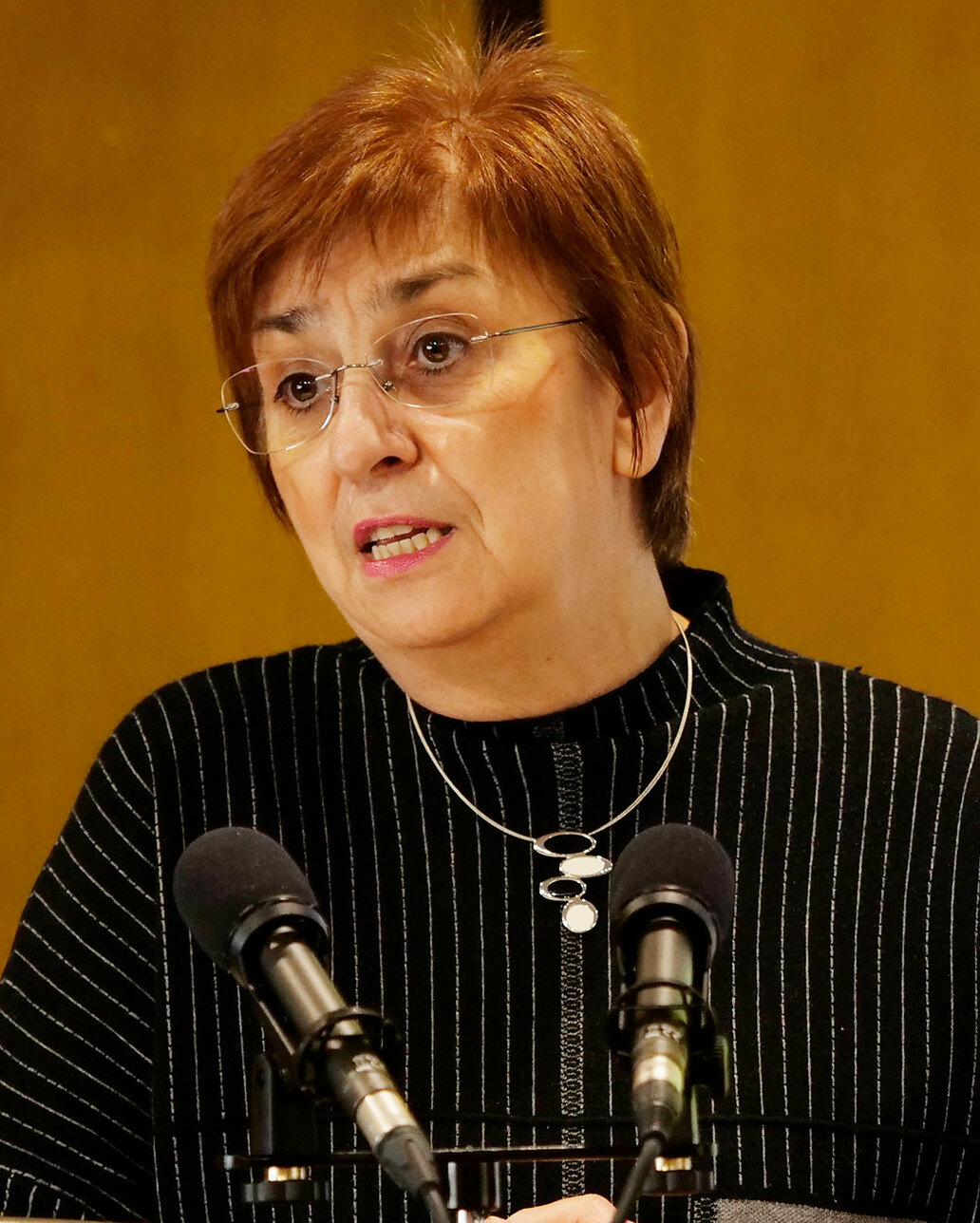
エカテリーナ・ミハイロヴァ
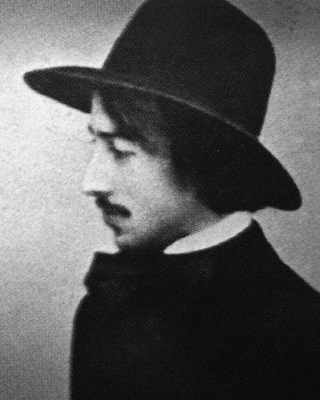
ゲオルギ・マシェフ
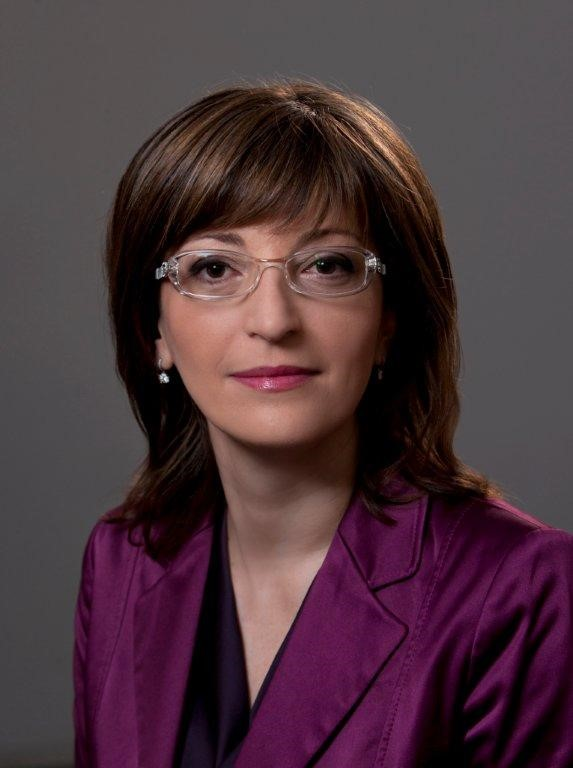
エカテリーナ・ザハリエヴァ
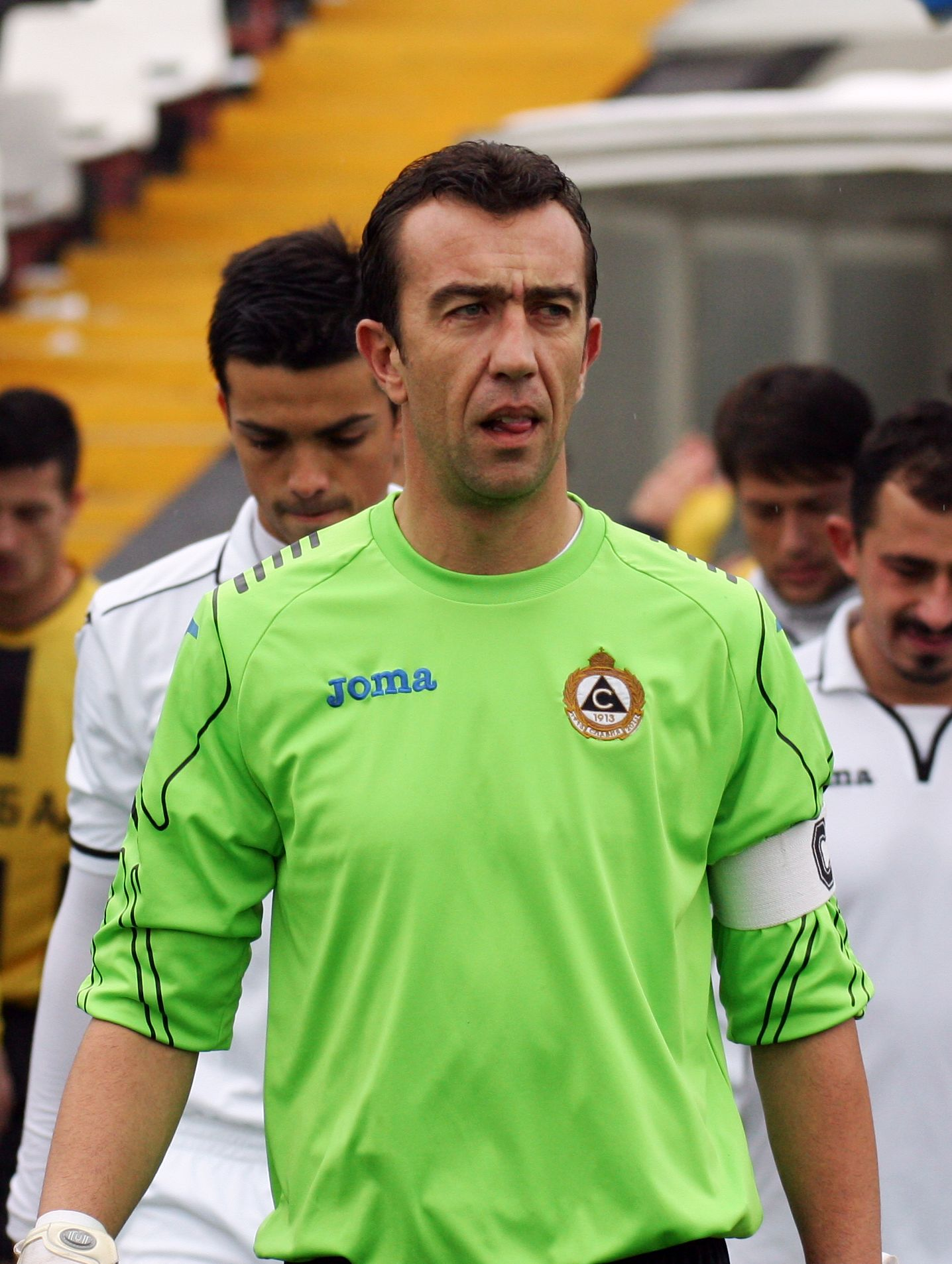
ゲオルギ・ペトコフ

## ギャラリー

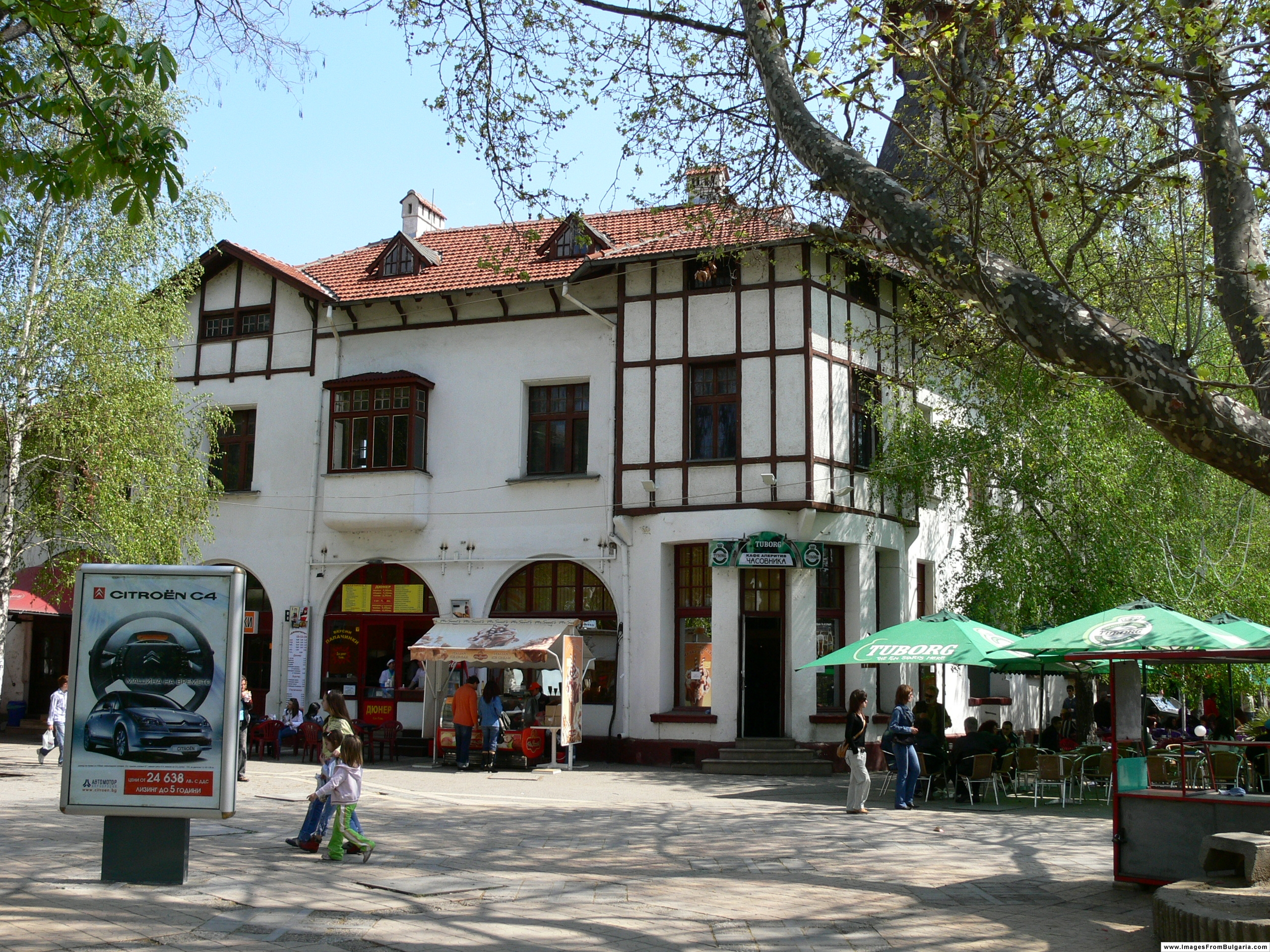
かつての郵便局
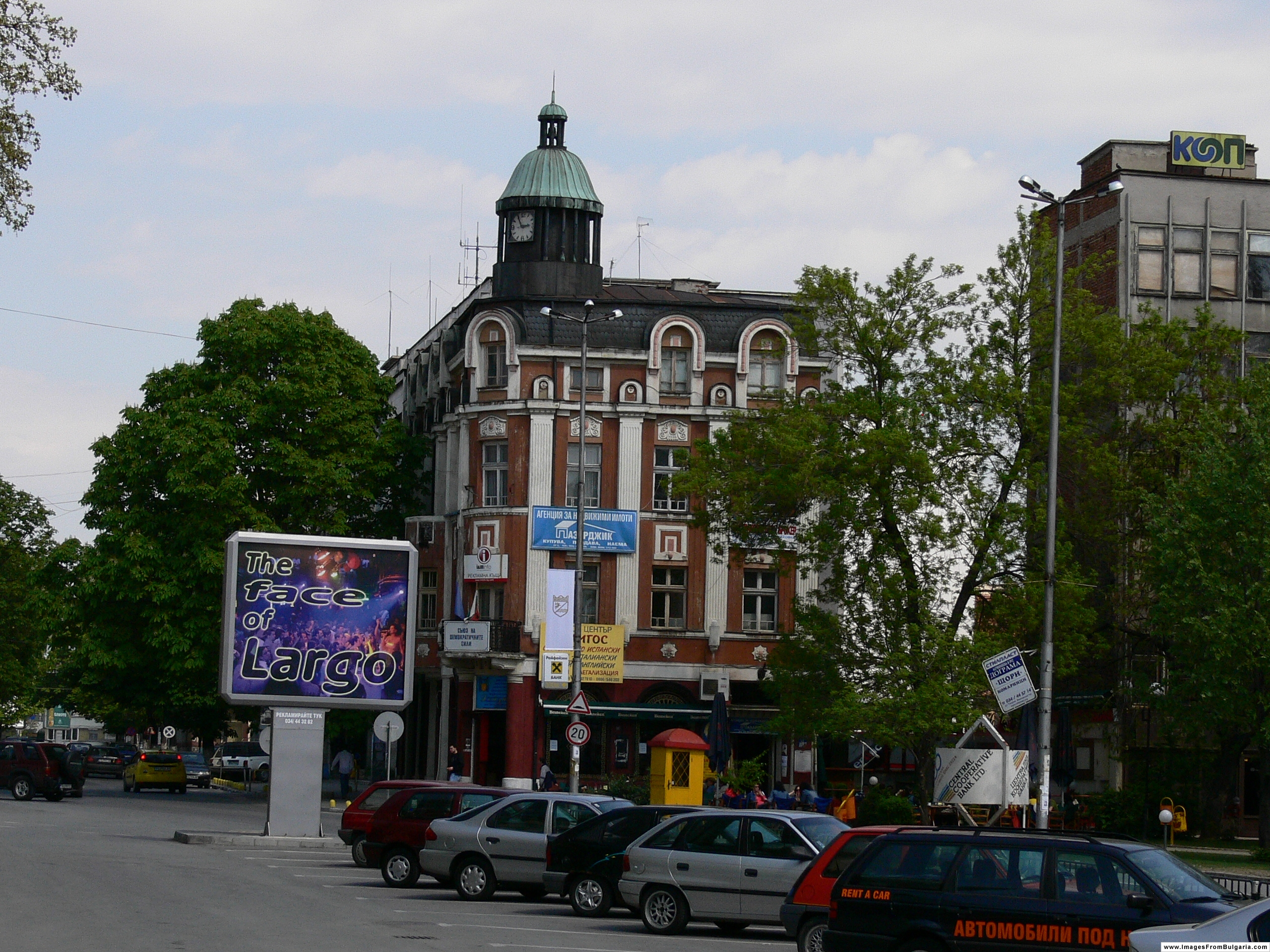
パザルジクの路地
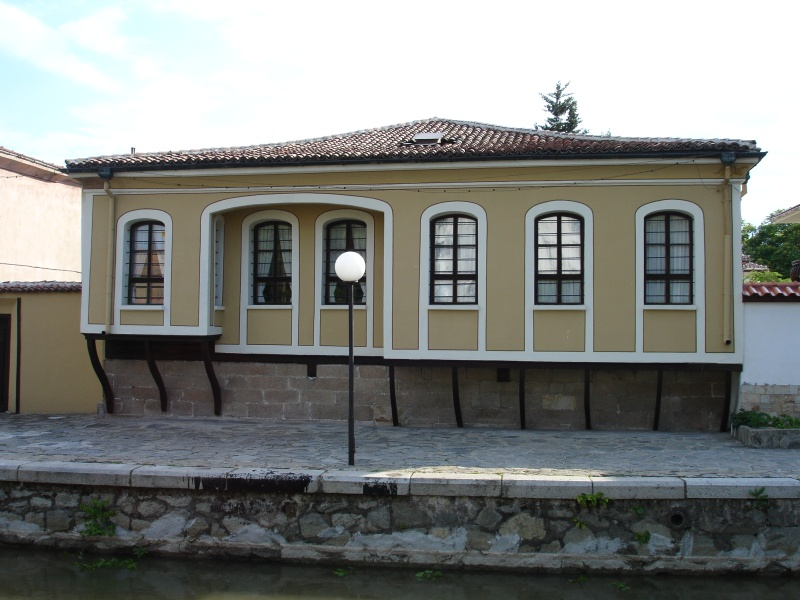
スタニスラフ・ドスペフスキの家